# Mogilno (gromada w powiecie mogileńskim)
Mogilno (do 30 XII 1959 Padniewko) – dawna gromada, czyli najmniejsza jednostka podziału terytorialnego Polskiej Rzeczypospolitej Ludowej w latach 1954–1972.
Gromady, z gromadzkimi radami narodowymi (GRN) jako organami władzy najniższego stopnia na wsi, funkcjonowały od reformy reorganizującej administrację wiejską przeprowadzonej jesienią 1954 do momentu ich zniesienia z dniem 1 stycznia 1973, tym samym wypierając organizację gminną w latach 1954–1972.
Gromadę Mogilno z siedzibą GRN w mieście Mogilnie (nie wchodzącym w jej skład) utworzono 31 grudnia 1959 w powiecie mogileńskim w woj. bydgoskim w związku z przeniesieniem siedziby GRN gromady Padniewko z Padniewka do Mogilna i zmianą nazwy jednostki na gromada Mogilno; równocześnie do gromady Mogilno włączono wsie Wszedzień, Chałupska, Wiecanowo i Stary Wszedzień oraz miejscowości Kołodziejewko, Twierdzin, Poczekaj i Jerkowo ze zniesionej gromady Wszedzień, wsie Bystrzyca, Goryszewo i Olsza oraz osady Podgaj i Kawka ze zniesionej gromady Kwieciszewo, a także wsie Dębno i Izdby ze zniesionej gromady Wydartowo, w tymże powiecie.
W 1961 roku gromada miała 24 członków gromadzkiej rady narodowej.
31 grudnia 1961 do gromady Mogilno włączono obszar zniesionej gromady Czarnotul w tymże powiecie.
1 stycznia 1969 do gromady Mogilno włączono grunty rolne o powierzchni ogólnej 467,00 ha z miasta Mogilno w tymże powiecie.
1 stycznia 1972 z gromady Mogilno wyłączono sołectwo Goryszewo, włączając je do gromady Gębice w tymże powiecie; do gromady Mogilno włączono natomiast sołectwa Chabsko, Żabno i Wylatowo oraz wsie Wasilewko, Targownica, Krzyżownica i Płaczkówko ze zniesionej gromady Wylatowo w tymże powiecie, po czym gromadę Mogilno połączono z gromadą Józefowo, tworząc z ich obszarów gromadę Mogilno z siedzibą Gromadzkiej Rady Narodowej w Mogilnie w tymże powiecie (de facto gromadę Józefowo zniesiono, włączając jej obszar do gromady Mogilno).
Gromada przetrwała do końca 1972 roku, czyli do kolejnej reformy gminnej. 1 stycznia 1973 w powiecie mogileńskim utworzono gminę Mogilno.